# 가벡세이트
가벡세이트(Gabexate)는 세린프로테이즈 억제제, 비펩타이드형 단백분해효소저해제이다. 급성 췌장염에서 치료제로 사용될 수 있다. DIC에서도 치료제로 쓰일 수 있으며, 투석에서도 국소적인 항응고제로 사용될 수 있다.

## 같이 보기
- 나파모스타트
- 카모스타트